# Jonenbach
Der Jonenbach, auch Jonen genannt, ist ein rund 22 Kilometer langer rechter Zufluss der Reuss in den Schweizer Kantonen Zürich und Aargau. Dabei durchfliesst er das Säuliamt sowie das Kelleramt und durchquert das Jonental.
Der Jonenbach (dial. Joone; Joonebach) teilt seinen Namen mit der Jona im Zürcher Oberland, einem Zufluss des oberen Zürichsees.

## Geographie

### Verlauf

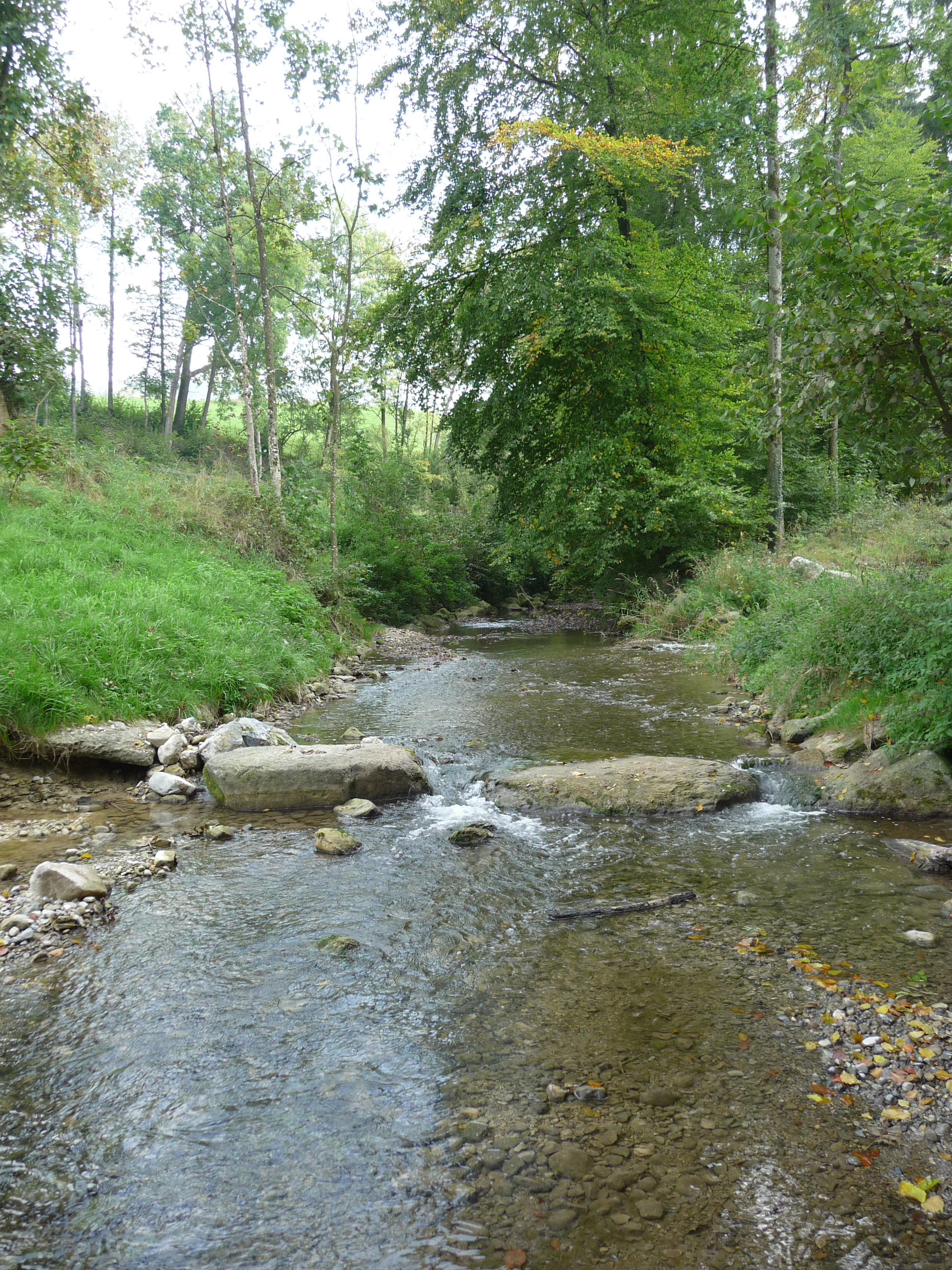
Jonenbach bei Affoltern am Albis

Die Jonen entspringt auf 706 m ü. M. bei Husertal auf dem Gebiet der Gemeinde Hausen am Albis. Ihre Fliessrichtung verläuft in Richtung West oder Nordwest. Auf ihrem Weg passiert sie die Dörfer Rifferswil, Mettmenstetten, Affoltern am Albis, Zwillikon und Jonen, das nach dem Bach benannt wurde. Bei Affoltern durchfliesst sie das Hochwasserrückhaltebecken Jonenbach, und bei Jonen mündet sie in die Reuss. In Zwillikon wurde mit dem Wasser des Jonenbachs eine Spinnerei betrieben.
Im Tobel oberhalb der Gemeinde Jonen steht die Wallfahrtskapelle Jonental, die erstmals im 16. Jahrhundert zu Ehren der Heiligen Jungfrau Maria errichtet und nach ihrer Zerstörung durch die Zürcher 1556 im Ersten Villmergerkrieg zwischen 1734 und 1737 wieder aufgebaut wurde.

### Einzugsgebiet
Das 43,4 Quadratkilometer grosse Einzugsgebiet des Jonenbachs setzt sich aus 57,4 % landwirtschaftlicher Fläche, 28,7 % naturnaher Fläche und Wald sowie 13,9 % bebauter Fläche zusammen. Davon liegen 38,5 Quadratkilometer im Kanton Zürich und hier im Säuliamt; 4,9 Quadratkilometer liegen im Kelleramt beziehungsweise im Freiamt im Kanton Aargau.
Anteil am Einzugsgebiet haben die Gemeinden Hausen am Albis, Rifferswil, Mettmenstetten, Aeugst am Albis, Affoltern am Albis und Jonen, durch welche der Fluss verläuft, sowie die Gemeinden Kappel am Albis, Ottenbach, Obfelden, Hedingen, Bonstetten, Islisberg, Arni und Oberlunkhofen.
Das Einzugsgebiet liegt auf durchschnittlich 586 m ü. M. und besitzt eine durchschnittliche jährliche Niederschlagsmenge von 1225 mm. Der höchste Punkt des gesamten Gebiets liegt auf 912 m ü. M. am Bürglen, der höchsten Erhebung der Albiskette.